# Pławo
Pławo est une localité polonaise de la gmina de Borowa, située dans le powiat de Mielec en voïvodie des Basses-Carpates, Powiat de Mielec, commune de Borowa.
Pławo compte environ 600 habitants, 140 maisons et est située sur deux petites routes. Le nom vient de l'endroit où les animaux et les marchandises flottaient sur la rivière Wisłoka.
Dans les années 1975-1998, la ville appartenait administrativement à la voïvodie de Rzeszów .